# Mèo Oggy và những chú gián tinh nghịch (mùa 2)
Mèo Oggy và những chú gián tinh nghịch - Mùa 2 (tiếng Pháp: Oggy et les Cafards - Saison 2, tiếng Anh: Oggy and the Cockroaches - Season 2) là chương trình France 3

## Mùa 2 (2000-2003)
| Tổng hợp số tập | Số tập | Tên tập phim (tiếng Việt)                     | Tên tiếng Anh                              | Được viết bởi      | Nghệ sĩ kịch bản bởi |
| --------------- | ------ | --------------------------------------------- | ------------------------------------------ | ------------------ | -------------------- |
| 79              | 1      | Danh vọng và vinh quang                       | Fame and Glory                             | Olivier Jean-Marie | Lionel Allaix        |
| 80              | 2      | Ẩn và Bệnh                                    | Hide and Sick                              | Michel Gaudelette  | François Reczulski   |
| 81              | 3      | Yêu và nụ hôn                                 | Love and Kisses                            | Olivier Jean-Marie | François Reczulski   |
| 82              | 4      | Sữa ăn kiêng                                  | Milk Diet                                  | Olivier Jean-Marie | François Reczulski   |
| 83              | 5      | Ngày giặt giũ                                 | Wash Day                                   | Jean-Louis Capron  | François Rosso       |
| 84              | 6      | Mua sắm điên cuồng                            | Crazy Shopping                             | Nicolas Gallet     | Patrick Claeys       |
| 85              | 7      | Trượt tuyết                                   | Ski Bugs                                   | Olivier Jean-Marie | Lionel Allaix        |
| 86              | 8      | Biến dạng                                     | All Out of Shape                           | Jean-Louis Capron  | Ludovic Hell         |
| 87              | 9      | Chú gián da trắng                             | Roachy Redneck                             | Jean-Louis Capron  | Lionel Allaix        |
| 88              | 10     | Oggy Lên đường!                               | Hit the Road Oggy!                         | Nicolas Gallet     | François Reczulski   |
| 89              | 11     | Chỗ chim cánh cụt hỗn loạn                    | Penguin Pandemonium                        | Michel Gaudelette  | François Reczulski   |
| 90              | 12     | Đó là Rơm cuối cùng!                          | That's the Last Straw!                     | Olivier Jean-Marie | Lionel Allaix        |
| 91              | 13     | Chuyển động vĩnh viễn                         | Perpetual Motion                           | Michel Gaudelette  | François Rosso       |
| 92              | 14     | Cuộc sống là một bãi biển                     | Life's a Beach                             | Olivier Jean-Marie | François Reczulski   |
| 93              | 15     | Giải cứu binh nhì Dee Dee                     | Saving Private Dee Dee                     | Jean-Louis Capron  | François Rosso       |
| 94              | 16     | Khí cười                                      | Laughing Gas                               | Michel Gaudelette  | Ludovic Hell         |
| 95              | 17     | Thôi miên                                     | Hip Hip Hip Hypnoses                       | Nicolas Gallet     | François Rosso       |
| 96              | 18     | Thiếu trong hành động                         | Missing in Action                          | Nicolas Gallet     | Ludovic Hell         |
| 97              | 19     | Bao vây                                       | Take Cover                                 | Jean-Louis Capron  | Patrick Claeys       |
| 98              | 20     | Mèo máy                                       | Copy Cat                                   | Jean-Louis Capron  | François Reczulski   |
| 99              | 21     | Người tham vọng cao                           | High Flyers                                | Paul Nougha        | Jean-Charles Fink    |
| 100             | 22     | Chiếc còi tạm dừng                            | The Wonder Whistle                         | Paul Nougha        | François Rosso       |
| 101             | 23     | Đà điểu đói                                   | The Hungry Ostrich Empire                  | Olivier Jean-Marie | Fabien Brandily      |
| 102             | 24     | Lạc trong không gian                          | Lost in Space                              | Olivier Jean-Marie | Thomas Szabo         |
| 103             | 25     | Mèo làm việc                                  | Working Cat                                | Paul Nougha        | François Rosso       |
| 104             | 26     | Cẩn thận với vệ sĩ                            | Beware of the Bodyguard                    | Nicolas Gallet     | François Rosso       |
| 105             | 27     | Nhà tù tuyệt đẹp                              | My Beautiful Prison                        | Paul Nougha        | Olivier Jean-Marie   |
| 106             | 28     | Cứ liều thử đi, Jack                          | Go for it, Jack                            | Olivier Jean-Marie | Olivier Jean-Marie   |
| 107             | 29     | Tệp tin kỹ thuật                              | The Techno-files                           | Olivier Jean-Marie | Patrick Claeys       |
| 108             | 30     | Nghĩa vụ quân sự                              | Soldier for a Day                          | Olivier Jean-Marie | François Rosso       |
| 107             | 29     | Xin đừng nhoài người ra khỏi cửa sổ           | Do Not Lean out of the Window              | Olivier Jean-Marie | Olivier Jean-Marie   |
| 116             | 38     | 7 phút & đếm                                  | 7 Minutes & Counting                       | Michel Gaudelette  | Fred Vervisch        |
| 111             | 33     | Gấu không thể chịu được                       | Un-Bear-able Bears                         | Michel Gaudelette  | Olivier Jean-Marie   |
| 112             | 34     | Cảnh báo! Trăn xiết mồi trên đường chạy trốn! | Warning! Boa on the Run!                   | Michel Gaudelette  | Patrick Claeys       |
| 113             | 35     | Thứ bảy Cơn sốt đen                           | Saturday Black Fever                       | Olivier Jean-Marie | Zyk                  |
| 114             | 36     | Nguy hiểm! Nguy hiểm!                         | Mayday Mayday!                             | Olivier Jean-Marie | François Rosso       |
| 115             | 37     | Joker nói đùa                                 | The Joker Joked                            |                    |                      |
| 109             | 31     | Hòa bình Xanh                                 | Green Peace                                |                    |                      |
| 117             | 39     | Giữ mát!                                      | Keep Cool!                                 |                    |                      |
| 118             | 40     | Kèn túi                                       | The Pied Bagpiper                          |                    |                      |
| 120             | 42     | Một đêm không ngủ                             | Sleepless Night                            |                    |                      |
| 119             | 41     | Tai vách mạch rừng                            | Walls have Ears                            |                    |                      |
| 123             | 45     | Đối mặt                                       | Face Off                                   | Olivier Jean-Marie | Thomas Szabo         |
| 122             | 44     | Vượt giới hạn                                 | Off Limits                                 |                    |                      |
| 124             | 46     | Sân golf                                      | Golf Curse                                 |                    |                      |
| 127             | 49     | Bí ngô của cô tiên                            | The Pumpkin that Pretended to be a Ferrari |                    |                      |
| 121             | 43     | Giấy đuổi theo                                | Paper Chase                                |                    |                      |
| 125             | 47     | Cú sút Phạt đền                               | Penalty Shot                               |                    |                      |
| 126             | 48     | Oggy chơi xếp hình                            | Oggy's Puzzle                              |                    |                      |
| 128             | 50     | Đi lên                                        | Going Up                                   |                    |                      |
| 129             | 51     | Đừng đưa nôi!                                 | Don't Rock the Cradle                      | Olivier Jean-Marie | Thomas Szabo         |
| 130             | 52     | Pha-ra-ông                                    | Pharonuf                                   |                    |                      |
| 131             | 53     | Sitcom                                        | Sitcom                                     |                    |                      |
| 132             | 54     | Áo nhà tắm                                    | Homebreaker                                |                    |                      |
| 133             | 55     | Thảm thần                                     | Magic Carpet Ride                          |                    |                      |
| 134             | 56     | Safari rất tốt                                | Safari so good...                          |                    |                      |
| 135             | 57     | Joey và đậu thần                              | Joey and The Magic Bean                    |                    |                      |
| 136             | 58     | Trận đấu tranh giành điều khiển               | Control Freak                              | Olivier Jean-Marie | Olivier Jean-Marie   |
| 137             | 59     | Điện hoa                                      | Flower Power                               |                    |                      |
| 138             | 60     | Bãi rác!                                      | What A Dump!                               |                    |                      |
| 139             | 61     | Rủi ro về biển                                | Sea Risks                                  | Olivier Jean-Marie | Charles Vaucelle     |
| 140             | 62     | Nhiệm vụ tới Trái Đất                         | Mission To Earth                           |                    |                      |
| 141             | 63     | Túi xách của Oggy                             | Oggy's Bag                                 |                    |                      |
| 142             | 64     | Jack trong cái hộp                            | Jack-In-A-Box                              |                    |                      |
| 143             | 65     | Cái răng cho cái răng                         | A Tooth for a Tooth                        |                    |                      |
| 144             | 66     | Chất nhờn                                     | The Blob                                   |                    |                      |
| 145             | 67     | Lộn ngược                                     | Upside Down                                |                    |                      |
| 146             | 68     | Tiệc BBQ                                      | Barbecue                                   |                    |                      |
| 147             | 69     | Trận đấu quyền anh                            | Boxing Fever                               |                    |                      |
| 148             | 70     | Lên đến... Không tốt!                         | Up to... No Good!                          |                    |                      |
| 149             | 71     | Oggy có mèo con                               | Oggy Has Kittens                           |                    |                      |
| 150             | 72     | Em bé lạc                                     | Baby Boum                                  |                    |                      |
| 151             | 73     | Nhảy dù                                       | Sky Diving                                 |                    |                      |
| 152             | 74     | Đứa con tinh thần                             | Brainchild                                 |                    |                      |
| 153             | 75     | Đen và trắng                                  | Black and White                            |                    |                      |
| 154             | 76     | Cú Strike                                     | Strike!                                    |                    |                      |
| 155             | 77     | Nói nhiều                                     | Chatter Box                                |                    |                      |
| 156             | 78     | Chào mừng đến với Paris                       | Welcome To Paris                           |                    |                      |